# Montipora foliosa
Montipora foliosa là một loài san hô trong họ Acroporidae. Loài này được Pallas mô tả khoa học năm 1766.